# 札幌市交通局240形電車
札幌市交通局240形電車（さっぽろしこうつうきょく240がたでんしゃ）は、札幌市交通局が1960年（昭和35年）に導入した札幌市電の路面電車車両である。

## 概要
1960年（昭和35年）に登場した241 - 248号の8両。210形・220形・230形と同一の「札幌スタイル」と呼ばれる丸みの多い、正面1枚窓のデザインが採用された道産電車である。
札幌綜合鉄工共同組合で、廃車となった単車、150形の主要機器を流用し、不足分は予備品を集め、製造された。主制御器は間接非自動式となった。台車は豊平製鋼が製造した。
製造当初、243号車のみバンパー下部がD1010形と同様に切り欠かれていた。気動車はこの部分にラジエーターを保護するきちんとしたグリルがあるが、243号は550形 - 580形の排障器に似た帯材組みの格子が取り付けられていた。
245号が事故により1970年（昭和45年）9月に廃車され、電装品と台車は気動車改造の720形に流用された。
残る7両は引き続き使用されていて、現在の札幌市電の形式中では最多両数となっていたが、2020年（令和2年）より廃車が開始され、現在は1970年に廃車された245号に次いで、242号、248号・243号が廃車となっている。

## 改造
収納座席化
ラッシュ時の混雑緩和のため、運転席付近の4名分を除き、座面を背ずり側に折りたためる座席構造に改造した。この改造により座席定員は4名となった。243・245・246・248号の4両に施工された。
集電装置
製造当初はビューゲルであったが、Z形パンタグラフに変更された。
ワンマン化
1969年（昭和44年）11月 - 12月に全車ワンマン化され、識別のため、車体の白帯が蛍光色の赤帯に変更された。
車体更新
1978年（昭和53年） - 1980年（昭和55年）にかけて車体更新が実施された。車体形状に変化はないが、側面の赤帯は白帯に変更され、裾部のステンレス製飾り帯は撤去された。243号の正面下部形状も他車と揃えられた。
車体再更新
1991年（平成3年）12月に242号、1994年（平成6年）8月に248号、11月に243号、1995年（平成7年）8月に244号、11月に247号、1996年（平成8年）8月に246号、11月に241号が再び車体更新を受けた。更新工事は札幌交通機械が施工した。
運転席用の換気口と方向幕が一体化され、前照灯は腰部に2灯並べられたため、外観が大きく変化した。塗色は242号は8500形と同様に、241号・243号・244号・246号 - 248号は3300形と同様のSTカラーに変更された。
台車枠更新
244号、247号、248号は2007年（平成19年）、243号、246号は2008年（平成20年）に台車枠を道産台車から川崎重工業KW-181への更新が行われている。併せて屋根上のベンチデータ撤去、天井への配線ダクト新設、3300形同様のLED表示による車内案内装置の新設が行われている。241号は当分未更新のまま使用される見込みである。
方面幕更新
2014年（平成26年）度から全面部の方面幕を幕式からLED表示に切り替える更新が始まり、翌年には全車両にて更新が完了した。2015年（平成27年）度に開通が予定されている環状化に合わせたものと思われる。
車体改修
新型車両へ更新するまで使用する既存車両のうち、未改修で劣化の進んでいる当形式について延命改修を実施することとなり、2018年（平成30年）に、241号の改修が実施され、Z型パンタグラフからシングルアームパンタグラフに変更された。
243号の車体色復刻
2023年（令和5年）8月に、クラウドファンディング事業よって243号の塗装が旧カラーになり、2024年（令和6年）5月10日まで運行した。その後、243号は廃車された。

## 全面広告車両
2025年7月現在、246号がエネワンでんき、247号がビッグの全面広告車両となっている。
241号は映画「探偵はBARにいる2 ススキノ大交差点」の撮影に使われ、その後、2013年5月の映画の公開に合わせて同映画宣伝用のラッピング車として運行された。現在の同車内には、乱闘シーンの撮影で割れた窓ガラスの解説や主演の大泉洋と松田龍平の直筆サインなどが掲出されている。

## 廃車
- 245号 - 1970年（昭和45年）9月に事故により廃車され、電装品と台車は気動車改造の720形に流用された。
- 242号 - 2020年（令和2年）に1100形1105号の投入・営業開始により、廃車となった[5]。
- 248号 - 2021年（令和3年）9月をもって運行を終了し、廃車となった[6]。車内表示器などの部品を取り外した上でオークションに出品された[7]。落札した石狩市の男性がクラウドファンディングを実施し[8]、2022年（令和4年）4月27日深夜より札幌市北区の幌北車庫跡地に保存されている[9]。
- 243号 - 2024年（令和6年）5月に運行を終了し、廃車。同年9月に廃車搬出され解体された。

## 主要諸元
- 全長：12,500 mm
- 全幅：2,230 mm
- 全高：3,675 mm
- 自重：14.4 t
- 定員：100人
- 出力・駆動方式：37.3kW×2・吊り掛け式
- 台車型式：札幌綜合鉄工共同組合コロ軸受け式